# Francesc Castelló i Aleu
Francesc Castelló i Aleu (Alacant, 1914 - Lleida, 1936) fou un enginyer valencià executat durant la Guerra Civil per la seua militància catòlica.
Va nàixer a Alacant el 10 d'abril de 1914, on residia la seua família per motius laborals. El juny d'aquell mateix any mor son pare i es traslladà a Lleida juntament amb sa mare i les seues germanes. Del 1923 al 1930 estudia en el Col·legi dels Germans Maristes de la mateixa ciutat. Del 1930 al 1933 estudia l'Institut Químic de Sarrià i el 1934 es llicencia d'Enginyeria química a la Universitat d'Oviedo. L'any següent comença a treballar a la factoria de la Societat Anònima Cros de Lleida.
L'any 1932 inicia la seua militància cristiana entrant a la Federació de Joves Cristians de Catalunya. L'1 de juliol de 1936, Castelló ingressa a l'exèrcit com a soldat de complement. El 20 de juliol del mateix any és detingut i empresonat. El 29 de setembre és jutjat i condemnat a mort pel Tribunal Popular de Lleida i executat la mateixa nit.
L'11 de març de 2001 fou beatificat pel Papa Joan Pau II.